# 2-га мотопіхотна бригада «Штефан Великий»
2-га мотопіхотна бригада «Штефан Чел Маре» — мотопіхотний підрозділ Сухопутних сил Національної армії Республіки Молдова, що базується в місті Кишинів.
Підрозділ був створений 16 жовтня 1992 року на базі колишніх радянських підрозділів Кишинівського гарнізону. Перед офіційним створенням бригада пройшла двомісячну підготовку, під час якої підрозділи, що нині входять до складу бригади, готувалися до служби на передовій у Придністровській війні. У червні 2019 року стало відомо про побиття кількох бійців бригади, через що прокуратура порушила кримінальну справу.
Як і всі інші мотопіхотні бригади Сухопутних військ, бригада має військовий оркестр, який використовується в особливих випадках.